# دیل میچل
دیل میچل (انگلیسی: Dale Mitchell؛ زادهٔ ۲۱ آوریل ۱۹۵۸) بازیکن سابق و مربی فوتبال اهل کانادا است.
وی همچنین در تیم‌های ملی فوتبال زیر ۲۰ سال کانادا و کانادا بازی کرده‌است.